# تاکهیرو هایاشی
تاکهیرو هایاشی (انگلیسی: Takehiro Hayashi؛ زادهٔ ۲۳ ژانویهٔ ۱۹۷۶) بازیکن فوتبال اهل ژاپن است.